# Rajpołe (rejon synelnykowski)
Rajpołe (ukr. Райполе) – wieś na Ukrainie, w obwodzie dniepropetrowskim, w rejonie synelnykowskim, w hromadzie Meżowa. W 2001 liczyła 806 mieszkańców.